# フレジュス鉄道トンネル

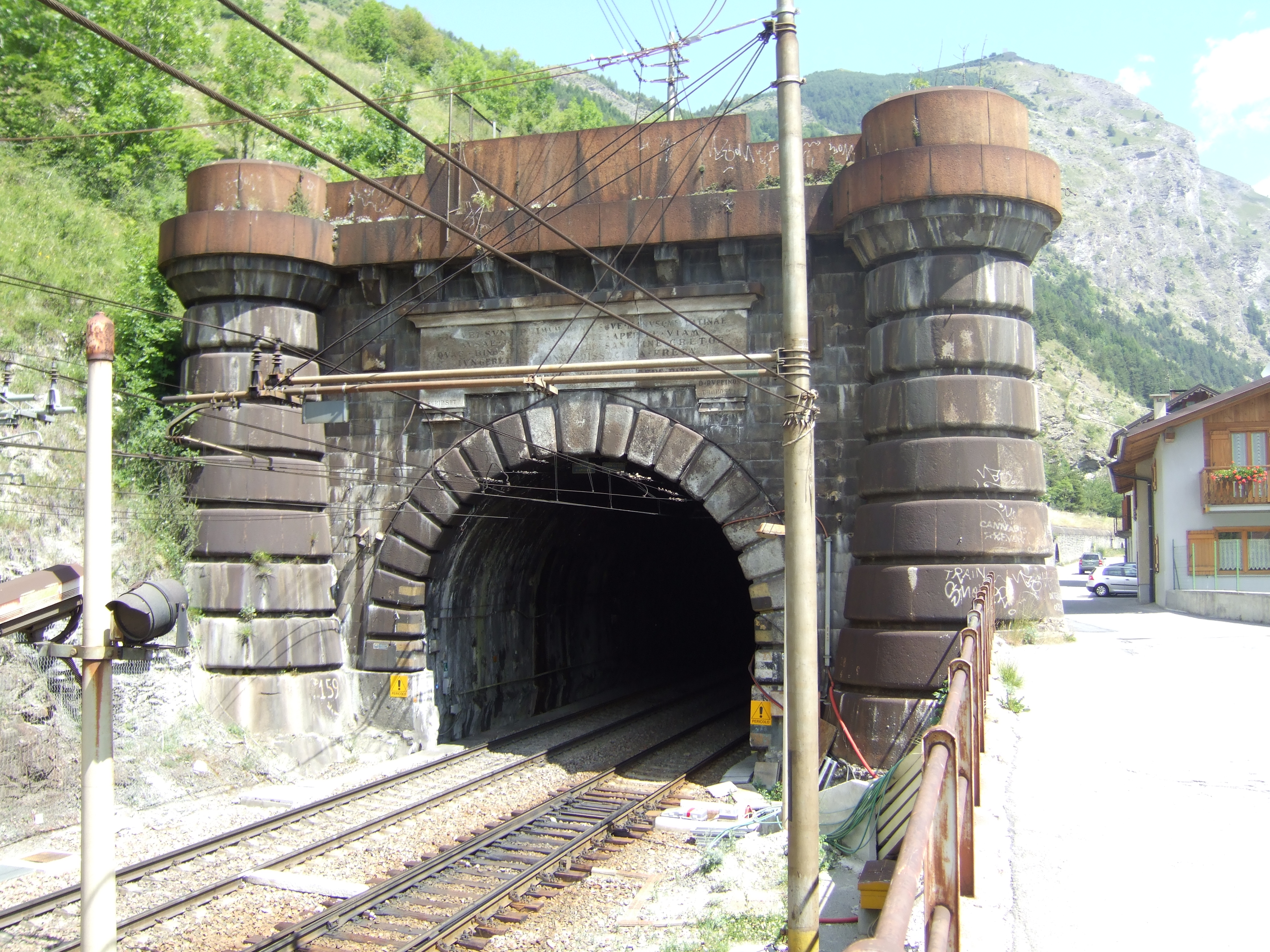
フレジュス鉄道トンネルのイタリア側坑口

フレジュス鉄道トンネルあるいはフレジュストンネル（イタリア語 : Galleria del Frejus, フランス語 : Tunnel du Fréjus）はイタリア・フランス国境のアルプス山脈にあるフレジュス峠を貫く鉄道トンネルであり、トリノからシャンベリを経由しリヨンまたはパリ方面に至る鉄道路線の一部を形成している。イタリア側（南側）の入口はピエモンテ州トリノ県のバルドネッキア、フランス側（北側）はローヌ＝アルプ地域圏サヴォワ県のモダーヌ(Modane)である。
1871年に開通したアルプスを貫く最初のトンネルである。開通時の全長は12,220m（後に延長）あり、これは1882年にゴッタルド鉄道トンネルが開通するまで世界最長であった。また1980年に並行してフレジュス道路トンネルが開通している。
なおフランスではこのトンネルのことを一般にモン・スニトンネル(Tunnel du Mont Cenis)と呼んでいるが、モン・スニ峠はフレジュス峠の北東約18kmにある別の峠である。またフランスでもフレジュス（鉄道）トンネルという表記が用いられることもある。

## トンネル

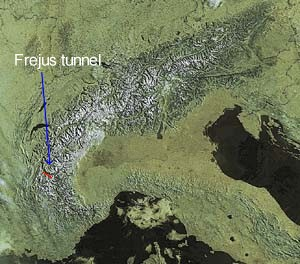
フレジュストンネルの位置

トンネルの全長は13,688mであり、複線で直流3000Vで電化されている。トンネルのほぼ中央、フランス側から6,907mの地点にイタリアとフランスの国境がある。線路の所属は公式には国境を境に分かれることになっているが、列車の運行はイタリアのトレニタリア（旧イタリア国鉄）が行っており、トンネルのフランス側にあるモダーヌ駅がトレニタリアとフランス国鉄の境界となっている。電化方式や信号方式はイタリアの基準にしたがったものが使用されている。
トンネル内の最高地点はイタリア側に片寄ったところにあり、その標高は1,298mである。イタリア側坑口の標高は1,258m、フランス側は1130mである。トンネル内はフランス側からは22.2パーミル（最大28パーミル）、イタリア側からは0.5パーミル（坑口部のみ最大30パーミル）の登り勾配となっている。

## 取付路線
イタリア側からトンネルに至る路線の起点はトリノのポルタ・ヌオーヴァ駅（標高235m）である。ここからポー川の支流に沿ってスーザ渓谷を遡り、ブッソレーノ(標高441m)でスーザへの支線を分ける。ここから山岳区間となり、ウルクスを経由しバルドネッキア(1258m)に至る。最急勾配は30.2パーミル、最小曲線半径は345mである。直流3000Vで電化されている。
フランス側からの路線の起点はアン県のキュロズ（Culoz, 標高237m）である。ここでマコンおよびリヨンからジュネーヴに至る路線から分岐する。ここからシャンベリを経由し、モンメリアンでグルノーブル経由ヴァランスに至る路線と接続する。そこからイゼール川およびその支流のアルク川を遡り、サン・ジャン・ド・モーリエンヌ（標高536m）から本格的な山岳区間となり、サン・ミシェル・ド・モーリエンヌ（Saint-Michel-de-Maurienne, 標高711m）を経てモダーヌ（標高1057m）に至る。最急勾配は30パーミル以上、最小曲線半径は350mである。モダーヌ駅まで直流1500Vで電化されている。

## 歴史

### 建設

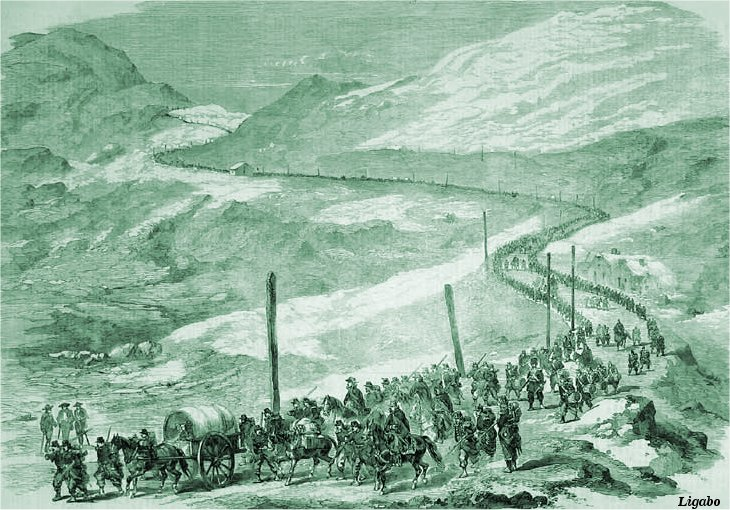
1859年のモン・スニ峠

1860年まで、アルプス山脈を隔てたピエモンテとサヴォイアはともにサルデーニャ王国の領土であった。首都トリノとサヴォイア家発祥の地であるシャンベリを結ぶ交通路は王国にとって重要なものであり、その役割はモン・スニ峠がおもに担っていた。
1850年代になるとピエモンテとサヴォイアを結ぶ鉄道の建設が計画されるようになった。調査の結果、モン・スニ峠よりもその南西のフレジュス峠を通過するルートが好ましいとされた。当時前例のない10kmを越える長大トンネルが必要であったが、サルデーニャ王国はトリノ - ジェノヴァ間の鉄道で3000m以上のトンネルを掘った経験があり、トンネル建設には自信を持っていた。
宰相カミッロ・カヴールはこのトンネル建設を国家プロジェクトで行うことを決断し、1857年6月に議会で「私はこのことを宣言する。私はこの事業を提案する技術者たちを信頼している。彼らはこれまでのキャリアで、我々の求める水準以上の成果を上げてきたことを私は知っているからだ。」と述べた。1857年8月15日、サルデーニャ議会はトンネル建設を決議し、8月31日には国王ヴィットーリオ・エマヌエーレ2世臨席のもと起工式が行われた。サヴォイア出身の技術者ジェルマン・ソメイイェ（Germain Sommeiller）が建設を指揮した。

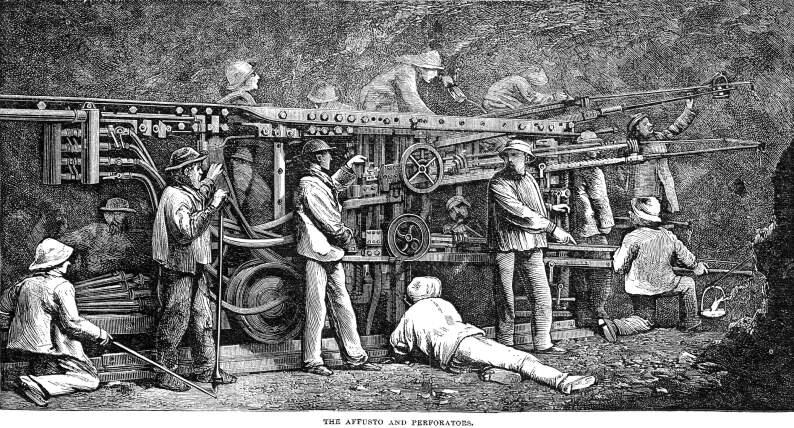
削岩機による工事

建設初期には工事は黒色火薬の他は人力に頼っており、1857年から1860年までの掘進速度は月平均14mという遅々たるものだった。後に圧縮空気を利用した削岩機が投入され、効率は大いに向上した。削岩機の使用は当初から計画されていたものだが、水力を利用したコンプレッサの調達と坑口への設置に手間取り、北側では1861年から、南側では1863年から用いられた。トンネルが貫通したのは1870年12月25日であり、このときのずれは水平方向に40cm（Meillassonによれば36cm）、垂直方向に60cmであり、当時の技術水準から見ると極めて小さなものだった。
またイタリア、フランスの双方から峠への取付け路線の建設も進められ、イタリア側は1854年にブッソレーノ経由スーザまで、フランス側は1862年にサン・ミシェルまで開通した。
なお1860年にサヴォイアはフランス領となり、さらに1861年にはサルデーニャ王国はイタリア王国となったが、建設工事はそのまま進められ、工事と開業後の管理はイタリア側が行うものとされた。フランスは工費の半分を負担することを約束したが、「着工から25年以内に完成した場合」という条件が付いており、期限内に開通することはないと予想していたようである。
開通時には両側とも坑口の位置が現在とは異なり、全長は12,220m、坑口の標高はイタリア側1294m、フランス側1160mであった。その後の災害や戦災のため坑口は何度か掘り直され移動している。

### モン・スニ峠のフェル式鉄道
建設開始時には工期が長期間に渡ることが予想されたため、先行してモン・スニ峠を越えるフェル式鉄道が建設されることになり、1868年にスーザ - サン・ミシェル・ド・モーリエンヌ間77kmが開業した。実用化されたフェル式鉄道としては最初の路線である。軌間は1100mmの狭軌であり、最急勾配は90パーミル、最小曲線半径は40mであった。峠の頂上部を除いては道路上に敷設されており、最高地点の標高は2052mであった。
トンネルの開通後、1871年12月にフェル式鉄道は廃止されたが、ブッソレーノ - スーザ間の標準軌路線は支線として残った。

### 開業
トンネルは1871年9月17日に正式に開業し、同年10月26日には最初の国際旅客列車としてパリ - ローマ間の列車が運行を開始した。また、1872年1月5日からはカレー - ブリンディシ間に郵便列車「インディアン・メール」が運行され、イギリスとインドを結んだ。
開通当時の列車は蒸気機関車牽引であったためトンネル内での排煙が問題となった。試運転時には機関士が窒息する事故も発生している。このため、排煙の少ないコークスを使用する、トンネル進入前にできるだけ蒸気の圧力を上げてトンネル内での投炭を控えるといった対策がとられた。さらにトンネル内には圧縮空気管が設置されており、50mおきに新鮮な空気が供給されるようになっていた。南側坑口にはサッカルド式排煙装置が設けられたが、出力が30馬力しかなかったためあまり効果はなかったようである。排煙問題の根本的な解決は1915年の電化を待つしかなかった。
トンネルの通過にはイタリアからフランスへの向きで約20分、逆向きで約45分を要した。
トンネルの天井の歪みのため、1881年から1882年にかけてフランス側坑口が掘り直され、全長は13,623mに延びた。新たな坑口の標高は1130mとなった。イタリア側の坑口も後に落石のため掘り直され、標高1258m地点に移動した。旧坑口は現在博物館となっている。
トンネルを含むトリノ - モダーヌ間の路線は開通当初はイタリアの私鉄ヴィットーリオ・エマヌエーレ鉄道により運行されていた。後に合併を経て、1905年からはイタリア国鉄の路線となった。モダーヌ駅以北の取付け路線はパリ・リヨン・地中海鉄道の路線であり、1938年からはフランス国鉄となった。

### 複線化と電化
開通当時フレジュストンネル内には単線の線路しか敷設されていなかったが、1872年4月に複線化された。
トンネルへの取付け路線も多くは単線であったが、フランス側は1903年にキュロズ - モダーヌの複線化が完了し、あわせて線形の改良が行われた。イタリア側では、1915年にサルベルトランド - バルドネッキア 間が複線化されたものの、ブッソレーノ - サルベルトランド間の複線化が完了したのは1981年であった。この区間の旧線は最大30パーミルの勾配が連続していたが、新設線は旧線より遠回りの経路を通って最急勾配を26パーミルとし、こちらを峠を上る向きの線とした。
フレジュストンネルは1915年5月20日に三相交流で電化された。トリノからトンネルまでの取付区間の電化は1921年に、同様の三相交流方式で完了した。一方フランス側では第三軌条方式による直流1500Vでの電化が行われ、1930年にシャンベリからモダーヌまでの電化が完了した。
その後、1961年にトンネルとイタリア側取付線の電化方式が直流3000Vに改められ、フランス側取付線は1976年に架空電車線方式に改められた。

### 戦争の影響
第一次世界大戦ではトンネルへの直接の被害はなく、フランスからイタリア戦線への補給路として用いられた。なお大戦中の1917年12月12日、トンネルを抜けてフランス方面へ向かっていた軍用列車が下り坂で暴走し、サン・ミシェル・ド・モーリエンヌで脱線、炎上する事故が発生した。この事故により休暇のため帰国途中だったフランス軍兵士など427名以上（諸説あり）が死亡している。
第二次世界大戦中の1940年6月には、イタリア軍のフランス侵攻に備えてフランス側の坑口がフランス軍によって爆破された。独仏休戦協定成立後、ドイツ軍によって復旧されたが、今度はイタリア側の坑口がレジスタンス組織マキによって爆破され、約1kmの区間が崩落した。さらに大戦末期にはドイツ軍が両側の坑口を破壊した。トンネルが完全に復旧したのは1946年9月である。

### 改修工事
2002年からイタリア、フランス両国はフレジュストンネルと前後の取付区間の改修工事を進めている。主な目的は車両限界の拡大であり、ディジョン - トリノ間の全線でGB1規格に適合させ、高さ4m, 幅2.6mのトラックを搭載した列車が通過可能にする。背景には貨物輸送を道路から鉄道に移転させようという政策がある。このほか非常時の待避所の設置や信号の改良なども行われる。
工事中一時的な単線化などが行われているため輸送力は低下している。完了は2010年の予定であるが、トンネル内でのアスベスト使用の発覚などにより遅れ気味である。

## 通過する列車

### 旅客列車

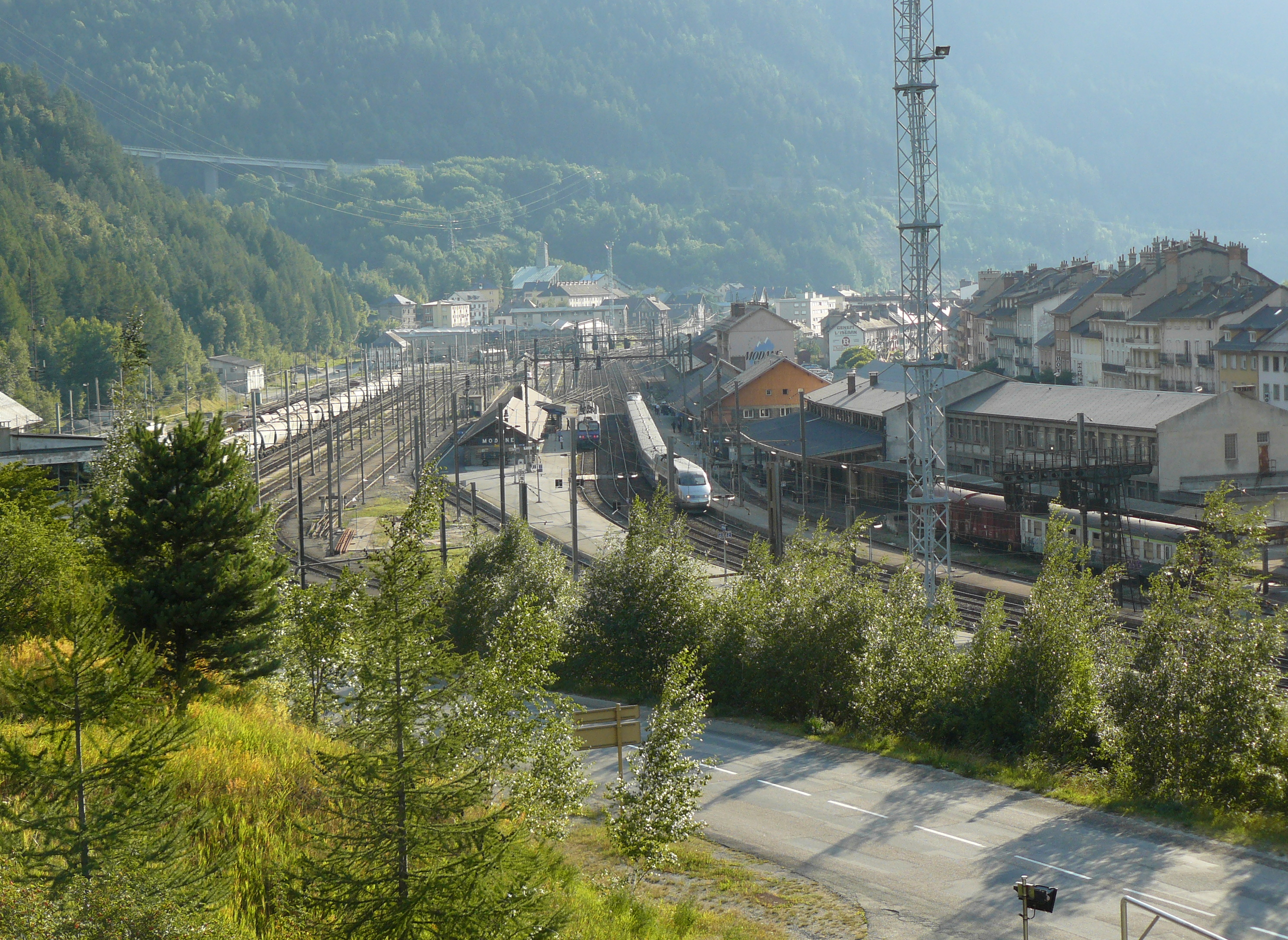
モダーヌ駅。TGVが停車している

2009年現在、フレジュストンネルを経由する旅客列車には以下がある。
- TGVアルテシア[注釈 2]
  - パリ - ミラノ （一日3往復）
- アルテシアナイト（夜行）「パラティーノ」[注釈 3]

- - パリ - ローマ
- エリプソス（夜行）「サルバドール・ダリ」
  - ミラノ - バルセロナ

地域輸送用の列車はイタリア側、フランス側ともトンネルの手前が終点であり、トンネルを越える列車はない。バルドネッキアとモダーヌの間にはフレジュス道路トンネルを経由するバスが運行されている。
第二次世界大戦前まで、フレジュストンネルを越える列車のほとんどは夜行列車であり、昼行列車はパリ - トリノ間の急行218/219列車一往復のみだった。この列車は戦後1948年に運転を再開している。

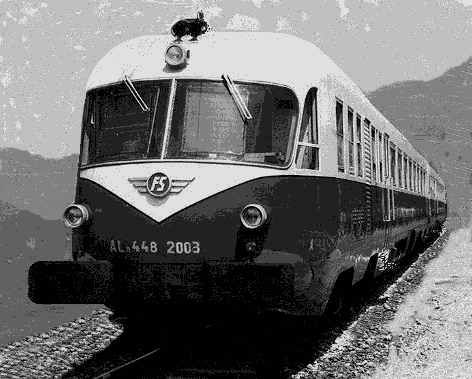
ALn442-448気動車

1956年にはリヨン - ミラノ間にフランス国鉄のX2770型気動車(X 2770)による列車が登場した。翌1957年にはこの列車はTEEに格上げされ、「モン・スニ」と命名された。1960年には使用車両がイタリア国鉄のALn442-448気動車に変更された。
1972年に「モン・スニ」は通常の急行列車に格下げされ、1973年には電気機関車牽引の客車列車となり、モダーヌ駅で機関車交換を行うようになった。1980年には「モン・スニ」は国際インターシティとなった。
一方1981年のLGV南東線部分開業に伴い、パリ - リヨン間のTGVと「モン・スニ」がリヨン・パールデュー駅で接続するようになり、パリからトリノへは直通列車よりも短時間で到達できるようになった。さらに1983年のLGV南東線全線開業後はパリ発のTGVと「モン・スニ」をエクス＝レ＝バンまたはシャンベリで乗り継ぐことができるようになり、パリ - トリノ間の直通急行は廃止された。
1996年にはパリ - ミラノ間を直通するTGVアルテシア2往復が登場した。同時にリヨン - ミラノ間の「モン・スニ」はイタリア国鉄の振り子式車両であるETR460を用いたユーロシティとなり、さらにリヨン - トリノ間に新たに2往復のユーロシティが設定されて「モンジネヴロ(Montginevro)」、「フレジュス(Frejus)」と命名された。しかしETR460は故障が多く、2000年のダイヤ改正で客車列車に戻された。さらに2003年12月14日のダイヤ改正でパリ - ミラノ間のTGVアルテシアが一往復増発されたのと引き替えに「モン・スニ」などリヨン - トリノ・ミラノ間の列車は廃止され、リヨン - シャンベリ間の列車がシャンベリでTGVと接続するようになった。リヨン発着列車の廃止の理由はETR460の信頼性の低さに加え、フランス国鉄がかねてからこの区間の列車の必要性を疑っていたためである。しかしローヌ＝アルプ地域圏とピエモンテ州は2010年の改修工事完了後に両地域を結ぶ列車を運行することで合意している。

### 貨物列車
貨物輸送路としてのフレジュストンネルはフランスやベルギーとイタリアを結ぶヨーロッパの南北交通路としての役割の他に、フランスと東ヨーロッパを結ぶ経路としての性格も持っている。たとえばスロベニアにあるルノーの工場で製造された自動車をフランスに運ぶのに用いられたことがある。
イタリア側からの貨物列車の起点はトリノのオルバッサーノ操車場である。より遠方からの貨物列車も多くはここで機関車を交換する。フランス側からの起点はリヨンもしくはディジョンの操車場であり、後者ではパリなどフランス北部やベルギー、ルクセンブルクなどからの貨車が集まる。両者からの貨物列車はアンベリュー(Ambérieu-en-Bugey)で合流し、キュロズ、シャンベリを経てトンネルへ向かう。
イタリア側からの貨物列車は一般にトリノ - モダーヌ間を重連運転する。フランス側からの貨物列車の多くはシャンベリで補助機関車を連結し、モダーヌでイタリア国鉄の本務機関車および補助機関車と交換する。この補助機関車はフレジュストンネル内で走行中に解放される。
第二次世界大戦後、ヨーロッパの経済統合にともないフレジュストンネルの貨物輸送量は増加している。1958年に117万トンだった輸送量は2000年にはピークの1010万トンに達した。以後はトンネル改修工事の影響で減少している。
また2002年からはトラックを運ぶピギーバック輸送が行われている。改修工事の完了後は高さ4mの大型トラックも運べるようになる。
なお1958年からフレジュストンネルでは自動車を運ぶカートレインが運行されていたが、1980年のフレジュス道路トンネル開通にともない廃止された。

## リヨン・トリノ鉄道
イタリア、フランス両政府はリヨンとトリノを結ぶ高速鉄道の新路線を計画している。フレジュストンネルの下に全長57kmのトンネルが建設され、TGVなどの高速旅客列車と貨物列車の双方がこれを利用する予定である。